# Fusconaia
Fusconaia é um género de bivalve da família Unionidae.
Este género contém as seguintes espécies:
- Fusconaia askewi
- Fusconaia barnesiana
- Fusconaia cor
- Fusconaia cuneolus
- Fusconaia escambia
- Fusconaia lananensis
- Fusconaia masoni
- Fusconaia ozarkensis
- Fusconaia subrotunda
- Fusconaia succissa